# Willi Mentz
Willi Bruno Mentz (* 30. April 1904 in Schönhagen (heute ein Ortsteil von Pritzwalk in Brandenburg); † 25. Juni 1978 in Paderborn) war ein deutscher SS-Unterscharführer und wurde für seine im Vernichtungslager Treblinka begangenen Verbrechen vom Landgericht Düsseldorf am 3. September 1965 in den Treblinka-Prozessen zu lebenslangem Zuchthausaufenthalt verurteilt.

## Leben
Willi Mentz besuchte eine Volksschule, die er in der vorletzten Klasse verließ. Anschließend arbeitete er – wie auch sein Vater – in einem Sägewerk. 1922 war er in Lichterfelde bei Finsterwalde in der Niederlausitz anderthalb Jahre lang in einem Bergwerk für Braunkohle beschäftigt. 1923 zog er für eine Melkerausbildung nach Mecklenburg und schloss diese mit der Gesellenprüfung ab. Als Melker arbeitete er bis 1926 und legte in diesem Beruf die Meisterprüfung im Jahre 1929 ab. Mentz heiratete 1929 und hatte vier Töchter. Zum 1. März 1932 trat Mentz der NSDAP bei (Mitgliedsnummer 968.008).

### Nach 1933
Von 1934 bis 1940 war er als Melkermeister tätig. Anfang 1940 bewarb sich Mentz erfolglos bei der Polizei. Daraufhin schlug ihn die Landwirtschaftskammer als Melkermeister in der Tötungsanstalt Grafeneck im Schloss Grafeneck bei Münsingen vor. Dort war er anderthalb Jahre für den Kuh- und Schweinebestand zuständig. Anschließend kam er zur NS-Tötungsanstalt in Hadamar bei Limburg an der Lahn, wo er bis zum Frühsommer 1942 in der Gärtnerei arbeitete und für die Anstaltszentralheizung verantwortlich war. In der Anstalt Hadamar wurden Geisteskranke ermordet und ihre Leichen in Krematorien verbrannt.
Ende Juni oder Anfang Juli 1942 wurde er mit August Miete nach Lublin abkommandiert, wo er zum SS-Unterscharführer befördert wurde. Zu dieser Zeit waren Irmfried Eberl Lagerkommandant und Otto Stadie Verwaltungsleiter im Vernichtungslager Treblinka.
Mentz war mit August Miete und anderen SS-Männern später im unteren Lager, wo ihm das etwa 20 bis 30 Mann starke Landwirtschaftskommando unterstand. Mentz war alle zwei Wochen zuständig für das sogenannte „Lazarett“ im Lager, in dem kranke und gebrechliche Juden durch Genickschüsse getötet wurden, da sie die Weiterleitung der sogenannten „Transportjuden“ in die Gaskammern behinderten. Die Juden mussten sich entkleiden und auf einen Erdwall setzen. Dort erschoss Mentz die Opfer, die nach der Erschießung in die Lazarettgrube fielen, in der sie verbrannten. Wenn die Anzahl der zu Erschießenden zu groß war, wurden die Trawniki-Männer des Lagers herangezogen.
Die Anzahl der Menschen, die Mentz im Lazarett durch Genickschuss getötet hat, ließ sich nicht genau ermitteln. Das Landgericht Düsseldorf führte in seinem Urteil aus: „Fest steht lediglich, dass die Zahl der von ihm eigenhändig getöteten Transportjuden in die Tausende geht und dass er darüber hinaus einige Hundert Arbeitsjuden liquidiert hat.“
Aufgrund seines Aussehens mit langem braunen Gesicht und spitzen Zähnen hatte er unter den Lagerhäftlingen den Spitznamen Frankenstein.
Mentz blieb bis zur Schließung des Lagers Ende November 1943.

### Nach 1943
Weihnachten 1943 wurde Mentz zur „Sonderabteilung Einsatz R“ nach Udine in Norditalien abkommandiert, wo er gegen Partisanen kämpfte und zur Sicherung von Verkehrswegen eingesetzt wurde. Im Frühjahr 1945 wurde er verwundet und verbrachte einige Wochen in einem Udiner Lazarett. Er geriet in britische Kriegsgefangenschaft, aus der er im Sommer 1945 entlassen wurde.

### Nach 1946
Ab 1946 arbeitete Mentz wieder als Melkermeister, was er im Jahr 1952 wegen einer Erkrankung an Tuberkulose aufgeben musste. Von 1952 bis zu seiner Verhaftung im Jahre 1960 lebte er von einer Invalidenrente.

## Verhaftung und Verurteilung
Mentz wurde am 23. Juni 1960 in seinem Wohnort in Niedermeien im Kalletal in Landkreis Lemgo verhaftet. Am 3. September 1965 wurde er vom Landgericht Düsseldorf wegen gemeinschaftlichen Mordes an mindestens 300.000 Menschen und Beihilfe zum Mord an mindestens 25 Menschen zu lebenslanger Zuchthaushaft verurteilt. Am 31. März 1978 wurde er aus der Haft entlassen und starb am 25. Juni 1978.